# 果実学
果実学（かじつがく）あるいは果樹園芸学（かじゅえんげいがく、Pomology）は、植物学あるいは園芸学の一分野で、主に果樹に関する技術開発、栽培、生理学、品種改良等の研究を行う。

## 概要
果実、狭義には仁果類(pome fruit)に分類される果樹、例えばバラ科のリンゴ属、ナシ属の栽培や育種についての研究を行う学問である。しかしながら現在では「果実学」あるいは｢果樹園芸学｣は核果類(stone fruit)であるバラ科サクラ属、および堅果類(nut)であるアーモンドやクルミ、クリなど多種多様な果樹を扱う学問領域であるとされている。
果実学の研究目的は果実品質の向上、収穫時期の制御、耐病性やストレス耐性の付与による栽培費用の削減などが主である。果樹園芸学と呼ぶ場合はそれらの果樹生産に関わる研究に加え、生産物のジュースやワイン等への加工、青果物の流通、果実の機能性成分に着目した研究も含み、すそ野が広くなる。
なお、西洋ではブドウに関する同様の研究を「viticulture（ブドウ栽培学）」として区別するが、日本では果樹園芸学とブドウ栽培学を特に区別せず、ブドウ栽培学も果樹園芸学の一分野として扱う事が多い。

## 歴史

### 米国
果実学は、かなり昔から重要な学問であった。1800年代中盤のアメリカ合衆国では、農家は市場の成長に対応して果樹園を拡大していった。同じ時期、アメリカ合衆国農務省や農業大学の農芸家たちは、海外遠征から様々な新しい品種をアメリカへ持ち帰り、それらの果樹の試験株を開発した。このような果樹に対する興味や活動の高まりにあわせ、アメリカ合衆国農務省は1886年に果実局を新設し、Henry E. Van Deman を局長に指名した。この局の重要な役目は、新規品種の図解を出版し、また年次報告や特別号を通して果樹の栽培者や育種者に研究の成果を伝えることであった。当時、果樹学および園芸学の分野で著名であった アンドリュー・ジャクソン・ダウニング と チャールズ･ダウニング の兄弟は、著書 "The Fruits and Fruit Trees of America" を著している。
新しい品種の導入に伴い、育種家が自身の研究成果を正確に記して伝えられるよう、果物の正確な描写が必要とされるようになった。19世紀後半には未だ自然科学用途での写真が普及していなかったため、農務省は画家たちにこれら新品種の水彩画を作成するよう命じた。作成された多くの水彩画が、農務省の出版物である "Report of the Pomologist" や "Yearbook of Agriculture" のリトグラフの原画として使われた。
今日では、約7700枚の水彩画のコレクションが米国国立農業図書館（英語: United States National Agricultural Library）に保存されている。この図書館には、園芸学者、歴史学者、芸術家、そして出版社など様々な分野の研究者のための歴史的・植物学的資料が収蔵されている。
果実学の研究に関わっている人は、果実学者と呼ばれる。果実学自体は前世紀から徐々に衰退してきている。果実学者は世界中で200人以下しかおらず、そのうち12人はアメリカ合衆国にいる。

### 日本
日本では明治時代に藤井徹が在来の農学を基礎として欧米式の果樹園芸学を導入した。藤井徹は『菓木栽培法』全8巻を著し、仁果類、核果類、殻果類（乾果類）、漿果類の4群分類法を採用した。
日本では主に農研機構や大学の農学部、各都道府県の農業試験場(果樹試験場)で園芸学の一分野として研究が行われている。